# Карварину, Антониу
Антониу Дуарте Карварину (порт. António Duarte Carvarino; ? — февраль 1979 Восточный Тимор) — борец за независимость Восточного Тимора, премьер-министр (1977—1979) во время оккупации со стороны Индонезии.

## Биография
После объявления независимости Восточного Тимора от Португалии 28 ноября 1975 г. был назначен на пост министра труда. Однако, уже через девять дней страна была оккупирована Индонезией и политик стал участником движения сопротивления. В 1977 г. он был назначен на пост премьер-министра Восточного Тимора и его вице-президентом. Являлся командующим войсками ФРЕТИЛИН восточного сектора. В феврале 1979 г. был захвачен индонезийской армией и убит.